# Singahi Bhiraura
Singahi Bhiraura là một thị xã và là một nagar panchayat của quận Kheri thuộc bang Uttar Pradesh, Ấn Độ.

## Nhân khẩu
Theo điều tra dân số năm 2001 của Ấn Độ, Singahi Bhiraura có dân số 17.125 người. Phái nam chiếm 52% tổng số dân và phái nữ chiếm 48%. Singahi Bhiraura có tỷ lệ 37% biết đọc biết viết, thấp hơn tỷ lệ trung bình toàn quốc là 59,5%: tỷ lệ cho phái nam là 43%, và tỷ lệ cho phái nữ là 30%. Tại Singahi Bhiraura, 16% dân số nhỏ hơn 6 tuổi.